# Apogon smithi
Apogon smithi es una especie de pez de la familia de los apogónidos en el orden de los perciformes.

## Morfología
Los machos pueden llegar a alcanzar los 10 cm de longitud total.

## Distribución geográfica
Se encuentran desde el Mar Rojo hasta las Islas Marshall, el sur de China continental, el sur de Taiwán y Bali (Indonesia).